# Lucrător comercial
Ocupația de lucrător comercial presupune vânzarea produselor, întocmirea rapoartelor cu privire la vânzările efectuate, verificarea și actualizarea stocurilor de produse. Mediul de lucru al acestuia este reprezentat de punctul de vânzare în comerț.

## Activitatea lucrătorului comercial
Lucrătorul în comerț îndeplinește următoarearele sarcini: 

- asigură curațenia la locul de muncă înaintea începerii și după terminarea activității;
- pregătește echipamentele, mărfurile și documentele necesare desfășurării activității;
- menține aspectul estetic și promovează imaginea punctului de vânzare;
- întâmpină clienții și răspunde nevoilor acestora;
- vinde produsele/serviciile firmei angajatoare și completează formele de plată;
- încasează banii;
- întocmește și raportează situația vânzărilor;
- aplică normele de calitate în domeniul său de activitate;
- aplică normele de igienă sanitar-veterinare și de protecția mediului în activitatea desfășurată.

## Cum te autorizezi ca lucrător comercial
Pentru obținerea unei calificări profesionale în meseria de lucrător comercial este necesară urmarea unor cursuri de calificare. Calificarea se referă la însușirea unor competențe profesionale, necesare în meseria aleasă, cu scopul specializării în domeniul respectiv. Competențele profesionale se obțin: 

- pe cale formală, prin acumulare de competențe în clasă. Metoda presupune participarea la programele de formare profesională organizate de un furnizor de formare profesională autorizat de ANC, în urma căruia se primește un Certificat de Calificare [1];
- pe cale nonformală, prin studiu individual, cursuri online și acumularea experienței în domeniul de interes. Dacă urmezi un curs online vei primi o Diplomă de absolvire. Dacă ai deja experiență, atunci poți aplica pentru evaluarea competențelor profesionale, în urma căreia vei primi un Certificat de Competențe Profesionale.

Pentru înscrierea la cursurile de calificare se recomandă o grijă aparte în alegerea furnizorului de servicii. Firmele trebuie să funcționeze ca entități juridice autorizate de Ministerul Muncii, Ministerul Educației Arhivat în 26 iunie 2015, la Wayback Machine. și ANC Arhivat în 26 iunie 2015, la Wayback Machine.. În caz contrar, nu se pot elibera certificate recunoscute național și internațional.
Dosarului de înscriere pentru participarea la cursurile de calificare trebuie să cuprindă: 
•	copie după actul de identitate
•	copie după certificatul de naștere
•	copie după certificatul de căsătorie
•	copie act de studii 